# Perdita verbesinae
Perdita verbesinae är en biart som beskrevs av Cockerell 1896. Perdita verbesinae ingår i släktet Perdita och familjen grävbin. Inga underarter finns listade i Catalogue of Life.